# Lehliu
Lehliu là một xã thuộc hạt Călărași, România. Dân số thời điểm năm 2002 là 2993 người.